# Jordan Belchos
Jordan Belchos (Scarborough, 22 de junio de 1989) es un deportista canadiense que compite en patinaje de velocidad sobre hielo.
Ganó cuatro medallas en el Campeonato Mundial de Patinaje de Velocidad sobre Hielo en Distancia Individual entre los años 2015 y 2021. Participó en los Juegos Olímpicos de Pyeongchang 2018, ocupando el quinto lugar en la prueba de 10 000 m.

## Palmarés internacional
| Campeonato Mundial en Distancia Individual | Campeonato Mundial en Distancia Individual | Campeonato Mundial en Distancia Individual | Campeonato Mundial en Distancia Individual |
| Año                                        | Lugar                                      | Medalla                                    | Prueba                                     |
| ------------------------------------------ | ------------------------------------------ | ------------------------------------------ | ------------------------------------------ |
| 2015                                       | Heerenveen (Países Bajos)                  | Medalla de plata                           | Persecución por equipos                    |
| 2016                                       | Kolomna (Rusia)                            | Medalla de bronce                          | Persecución por equipos                    |
| 2020                                       | Salt Lake City (Estados Unidos)            | Medalla de plata                           | Salida en grupo                            |
| 2021                                       | Heerenveen (Países Bajos)                  | Medalla de plata                           | Persecución por equipos                    |